# 張守約 (詩人)
張守約（?—?），号梅村，浙江秀水（今屬嘉兴）芝溪人，明朝人物。

## 生平
以耕種為業，家境虽然贫苦，但以樂善好施聞名，“倡诸同志，广行利益事，以百千种计”。晚年尽谢世事，一蔬一饭，好研讀佛法。其妻陶氏嫁守約為繼室，亦課誦無間。工於詩，曾擬寒山詩三百首。終生布衣。